# Neomerinthe megalepis
Neomerinthe megalepis är en fiskart som först beskrevs av Fowler, 1938.  Neomerinthe megalepis ingår i släktet Neomerinthe och familjen Scorpaenidae. Inga underarter finns listade i Catalogue of Life.